# Ремішев-Малий
Ремішев-Малий (пол. Remiszew Mały) — село в Польщі, у гміні Репки Соколовського повіту Мазовецького воєводства.
Населення — 51 особа (2011).
У 1975-1998 роках село належало до Седлецького воєводства.

## Демографія
Демографічна структура станом на 31 березня 2011 року:
|          | Загалом | Допрацездатний вік | Працездатний вік | Постпрацездатний вік |
| -------- | ------- | ------------------ | ---------------- | -------------------- |
| Чоловіки | 25      | 7                  | 12               | 6                    |
| Жінки    | 26      | 6                  | 15               | 5                    |
| Разом    | 51      | 13                 | 27               | 11                   |